# ITF Versmold
Das ITF Versmold (offiziell: Reinert Open) war ein Tennisturnier des ITF Women’s Circuit, das in Versmold, Deutschland ausgetragen wurde. Veranstalter war der Verein Tennispark Versmold.
Aufgrund des Aufstiegs der 1. Herrenmannschaft des Vereins in die 1. Bundesliga, wurde das Turnier 2022 zum letzten Mal ausgetragen.

## Siegerliste

### Einzel
| Jahr | Kategorie | Siegerin             | Finalgegnerin        | Ergebnis       |
| ---- | --------- | -------------------- | -------------------- | -------------- |
| 2008 | $10.000   | Evelyn Mayr          | Romana Tedjakusuma   | 5:7, 6:4, 6:3  |
| 2009 | $10.000   | Sarah Gronert        | Darija Jurak         | 6:3, 3:6, 7:65 |
| 2010 | $25.000   | Magda Linette        | Irina-Camelia Begu   | 6:2, 7:5       |
| 2011 | $25.000   | Mariana Duque Mariño | Scarlett Werner      | 7:62, 7:5      |
| 2012 | $50.000   | Annika Beck          | Anastasija Sevastova | 6:3, 6:1       |
| 2013 | $50.000   | Dinah Pfizenmaier    | Maryna Zanevska      | 6:4, 4:6, 6:4  |
| 2014 | $50.000   | Kateryna Koslowa     | Richèl Hogenkamp     | 6:4, 6:73, 6:1 |
| 2015 | $50.000   | Carina Witthöft      | Johanna Larsson      | 6:3, 6:3       |
| 2016 | $50.000   | Antonia Lottner      | Tereza Smitková      | 3:6, 7:5, 6:3  |
| 2017 | $60.000   | Mihaela Buzărnescu   | Barbara Haas         | 6:0, 6:2       |
| 2018 | $60.000   | Olga Danilović       | Laura Siegemund      | 5:7, 6:1, 6:3  |
| 2019 | W60       | Nina Stojanović      | Katharina Hobgarski  | 6:0, 7:5       |
| 2020 | abgesagt  | abgesagt             | abgesagt             | abgesagt       |
| 2021 | W60       | Elina Awanessjan     | Federica Di Sarra    | 6:74, 6:2, 6:2 |
| 2022 | W100      | Linda Nosková        | Ysaline Bonaventure  | 6:1, 6:3       |

### Doppel
| Jahr | Kategorie | Siegerinnen                             | Finalgegnerinnen                    | Ergebnis          |
| ---- | --------- | --------------------------------------- | ----------------------------------- | ----------------- |
| 2008 | $10.000   | Samantha Schoeffel Bibiane Schoofs      | Nicola Geuer Laura Haberkorn        | 4:6, 7:65, [10:5] |
| 2009 | $10.000   | Elisa Peth Scarlett Werner              | Alenka Hubacek Kairangi Vano        | kampflos          |
| 2010 | $25.000   | Hana Birnerová Erika Sema               | Aminat Kuschchowa Olga Panova       | 6:3, 6:3          |
| 2011 | $25.000   | Elizaveta Ianchuk Julia Mayr            | Cecilia Costa Melgar Daniela Seguel | 6:4, 6:3          |
| 2012 | $50.000   | Mailen Auroux María Irigoyen            | Elena Bogdan Réka-Luca Jani         | 6:1, 6:4          |
| 2013 | $50.000   | Sopia Schapatawa Anna Tatischwili       | Claire Feuerstein Renata Voráčová   | 6:4, 6:4          |
| 2014 | $50.000   | Gabriela Dabrowski Mariana Duque Mariño | Verónica Cepede Royg Stephanie Vogt | 6:4, 6:2          |
| 2015 | $50.000   | Eva Hrdinová Shahar Peer                | Alona Fomina Sofija Kowalez         | 6:1, 6:3          |
| 2016 | $50.000   | Natela Dsalamidse Walerija Strachowa    | Kanae Hisami Kotomi Takahata        | 6:2, 6:1          |
| 2017 | $60.000   | Katharina Gerlach Julia Wachaczyk       | Misa Eguchi Akiko Omae              | 4:6, 6:1, [10:7]  |
| 2018 | $60.000   | Pemra Özgen Despina Papamichail         | Olga Danilović Nina Stojanović      | 1:6, 6:2, [10:4]  |
| 2019 | W60       | Amina Anschba Anastasia Dețiuc          | Ankita Raina Bibiane Schoofs        | 0:6, 6:3, [10:8]  |
| 2020 | abgesagt  | abgesagt                                | abgesagt                            | abgesagt          |
| 2021 | W60       | Anna Danilina Walerija Strachowa        | Mirjam Björklund Jaimee Fourlis     | 4:6, 7:5, [10:7]  |
| 2022 | W100      | Anna Danilina Arianne Hartono           | Ankita Raina Rosalie van der Hoek   | 6:74, 6:4, [10:6] |